# Ho Feng-Shan
Ho Feng-Shan (10 de septiembre de 1901–28 de septiembre de 1997) fue un diplomático y escritor de la República de China. Siendo cónsul general en Viena durante Segunda Guerra Mundial,  arriesgó su vida y carrera para salvar "quizás decenas de miles" de judíos para emitirles visados, desobedeciendo la instrucción de sus superiores. Es sabido que Ho emitió la visa número 200.º en junio de 1938, firmó el 1906º visado el 27 de octubre de 1938, y fue transferido a China en mayo de 1940. Ho murió en 1997 y sus acciones fueron reconocidas póstumamente cuando la organización israelí Yad Vashem en 2000 decidió otorgarle el título "Justo entre las Naciones".

## Primeros años
Ho Feng-Shan Nació el 10 de septiembre de 1901 en Yiyang, Hunan Provincia, China. Su padre murió cuando Ho tenía 7 años. Un estudiante diligente y trabajador,  logró acceder a la Yali Escuela en la capital provincial de Changsha y más tarde a Yale-en-Universidad de China. Atendió a la Universidad de Maximilian del Ludwig de Múnich en 1929 y recibió su doctorado en economía política en 1932.

## Durante Segunda Guerra Mundial
En 1935, Ho empezó su carrera diplomática dentro del Ministerio Extranjero de la República de China. Su primer puesto fue en Turquía. Fue nombrado Primer Secretario  en la legación china en Viena en 1937. Cuándo Austria fue anexionada por Alemania Nazi en 1938, y la delegación fue convertida en un consulado, Ho estuvo asignado el correo de Cónsul-General.
Después del Kristallnacht en 1938, la situación devenía rápidamente más difícil para los casi 200.000 judíos austriacos. La única manera que los judíos tenían para huir del nazismo era abandonar Europa. Para irse, les exigían una prueba de emigración, normalmente un visado de una nación extranjera, o un ticket de barca válido. Sin embargo esto era sumamente difícil ya que en la Conferencia de Evian 31 países (de un total de 32, el cual incluyó Canadá, Australia, y Nueva Zelanda) rechazaron aceptar inmigrantes judíos. El único país dispuesto de aceptar judíos, era la República Dominicana, la cual ofreció aceptar hasta 100,000 refugiados. Actuando contra los órdenes de su superior Chen Jie (陳介), el embajador chino a Berlín, Ho empezó a emitir visados, por razones humanitarias, con destino a Shanghái, que en ese tiempo estaba todavía parcialmente bajo el control de la República de China. Mil doscientos visados fueron emitidos por Ho solamente en los primeros tres meses de ocupar la oficina de Cónsul-General.
En aquel tiempo no era necesario tener un visado para ingresar a Shanghái, pero los visados permitieron a los judíos escapar de Austria. Muchas familias judías emigraron a Shanghái, de las cuales la mayoría de ellas más tarde se reubicarian en Hong Kong y Australia. Ho continuó emitiendo estos visados hasta que se le ordenó regresar a China en mayo de 1940. El número exacto de los visados dados por Ho a los refugiados judíos es desconocidos. Es sabido que Ho emitió el 200.º visado en junio de 1938, y firmó el 1906º visado el 27 de octubre de 1938. Cuántos judíos salvó por medio de sus acciones se desconoce, pero dado que Ho emitió casi 2,000 visados sólo durante su primer año y medio en su puesto, el número puede ser en varios miles.

## Después de la guerra
Después de la victoria Comunista en 1949, Ho siguió con el gobierno Nacionalista en Taiwán. Luego sirvió como el embajador de República de China (Taiwán) en otros países, incluyendo a Egipto, México, Bolivia, y Colombia. Después de su jubilación en 1973, Ho se asentó en San Francisco, California, donde  escribió sus memorias, Mis cuarenta años como diplomático (外交生涯四十年) publicado en 1990. Su hijo Monto Ho hizo la  traducción al inglés abreviada en 2010.
Después de su jubilación en 1973, el gobierno de Taiwán negó a Ho una pensión justificándose en que él habría rechazado el pedido de cooperar con los Servicios Diplomáticos, y en que hubo error en la contabilidad, por una suma pequeña, en gasto de una embajada. Estas acusaciones son ahora consideradas como políticamente motivadas. El gobierno de la República de China nunca lo exoneró ya que había muchos diplomáticos dejando sus puestos sin autorización. Él no se reportó para trabajar y su posición fue dada de baja sin una pensión. Esta era la política  cuándo las decenas de embajadas estuvieron cerradas. Regresó a su China nativa y visitó su alma mater en Changsha para el 80.º aniversario de la escuela en 1986. 
El 10 de septiembre de 2015, Presidente Ma Ying-jeou en Taipéi felicitó al Dr. Ho por su servicio y presentó a su hija un certificado de agradecimiento junto representantes de gobierno israelí.

## Muerte
Ho Feng-Shan murió el 28 de septiembre de 1997 en San Francisco, California, a la edad de 96.  Lo sobrevivió su hijo, Monto Ho (何曼德, 1927–2013), un chino-profesional americano en microbiología, virología, y enfermedades contagiosas; y su hija, Manli Ho (何曼禮).

## Premios

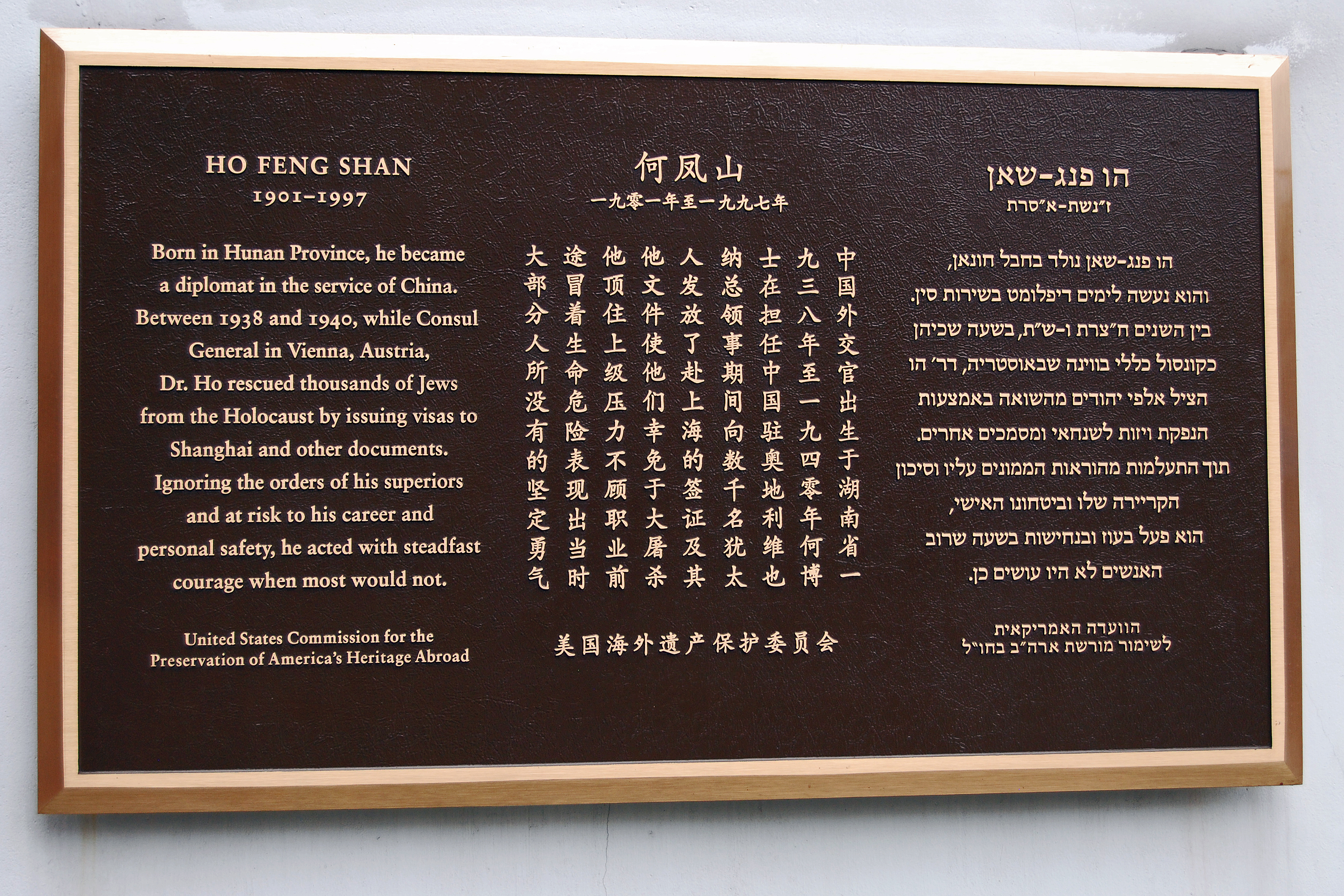
La placa conmemorativa dedicada a Ho Feng Shan en el Museo de Refugiados judío en Shanghái. Este era el destino final para muchos de los miles de Judíos cuyas vidas Ho había salvado.

Las acciones de Ho en Viena fueron inadvertidas durante su vida, salvo por una marca negra en su archivo de personal por desobediencia a las órdenes. Fueron finalmente reconocidas, póstumamente, cuándo se le otorgó el título  Righteous Entre las Naciones por la organización israelí Yad Vashem en una ceremonia en 2001 y honrado por Ciudad de Chicos Jerusalén en 2004. En 2015, su hija representó a su padre al recibir un certificado al mérito por sus servicios diplomáticos de parte del gobierno de Taiwán, con participación de representantes de Israel.